# ويليام جاي دورهام
ويليام جاي دورهام (بالإنجليزية: William J. Durham)‏ هو محامي أمريكي، ولد في 1896، وتوفي في 1970.